# بن العيد
بن العيد (ولد في سبيطلة في 9 يناير 1980) هو مهندس و مبرمج، و كاتب تونسي.

## كتبه و مقالاته
- مكتبات الربط الديناميكي: التطوير و الاستخدام.[1]
- مقدمة في برمجة حواسيب الكف.[2]
- الإتقان في البرمجة.[3]
- قواعد البيانات السمعية البصرية.[4]
- تصميم الواجهات الرسومية في الماتلاب.[5]
- الأساسي في البيرل